# Elaphoglossum horridulum
Elaphoglossum horridulum är en träjonväxtart som först beskrevs av Georg Friedrich Kaulfuss, och fick sitt nu gällande namn av John Smith. Elaphoglossum horridulum ingår i släktet Elaphoglossum och familjen Dryopteridaceae. Inga underarter finns listade.